# 朔平府
朔平府，清朝的府。

朔平府在山西省的位置（1820年）

雍正三年（1725年）置，治所在右玉县，属山西省，领州一、县三：右玉县、左云县、平鲁县、朔州。其后略有变迁。辛亥革命后，全国废府。